# Vivian Maier

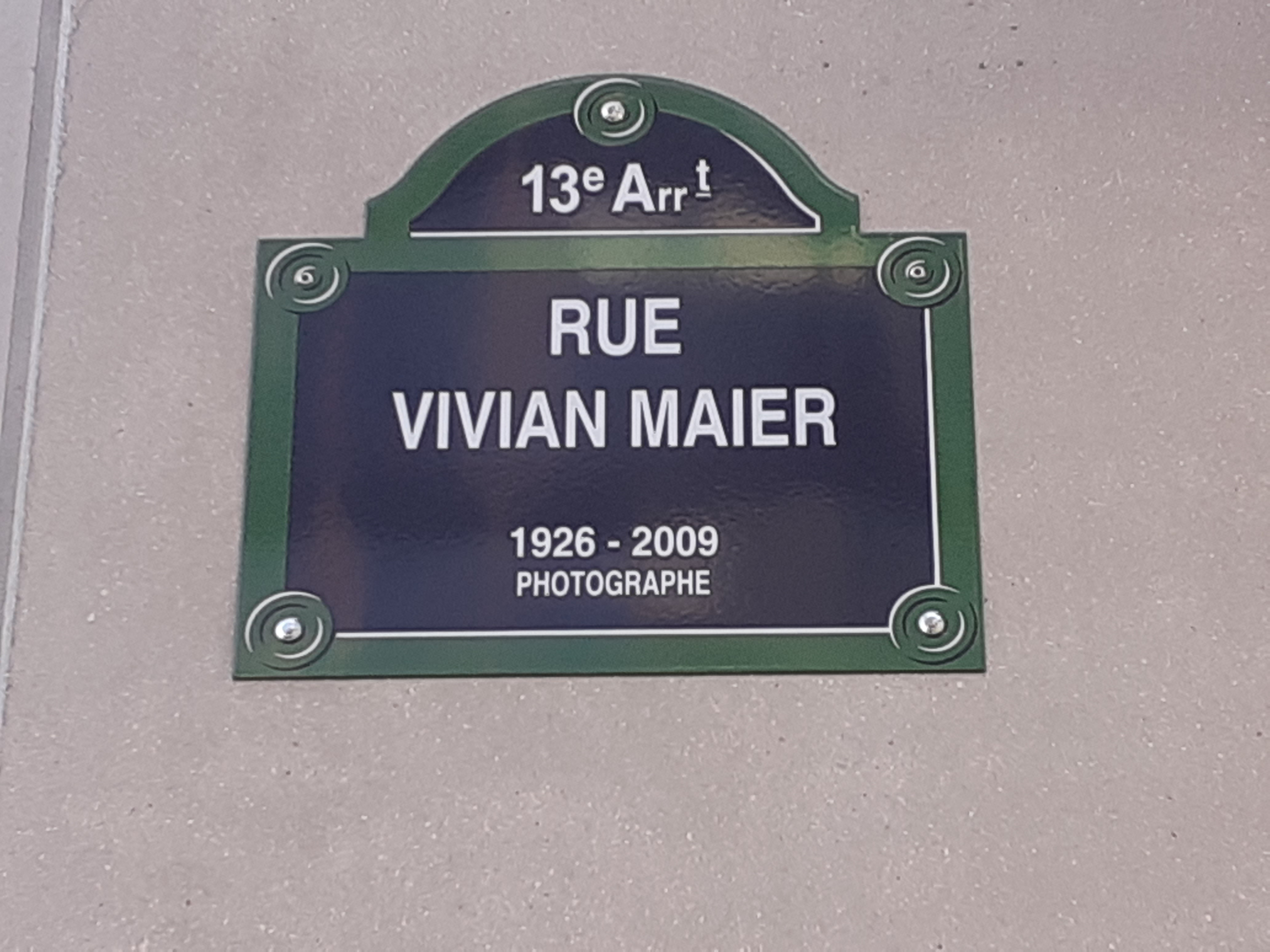
En minnesplatta i Paris.

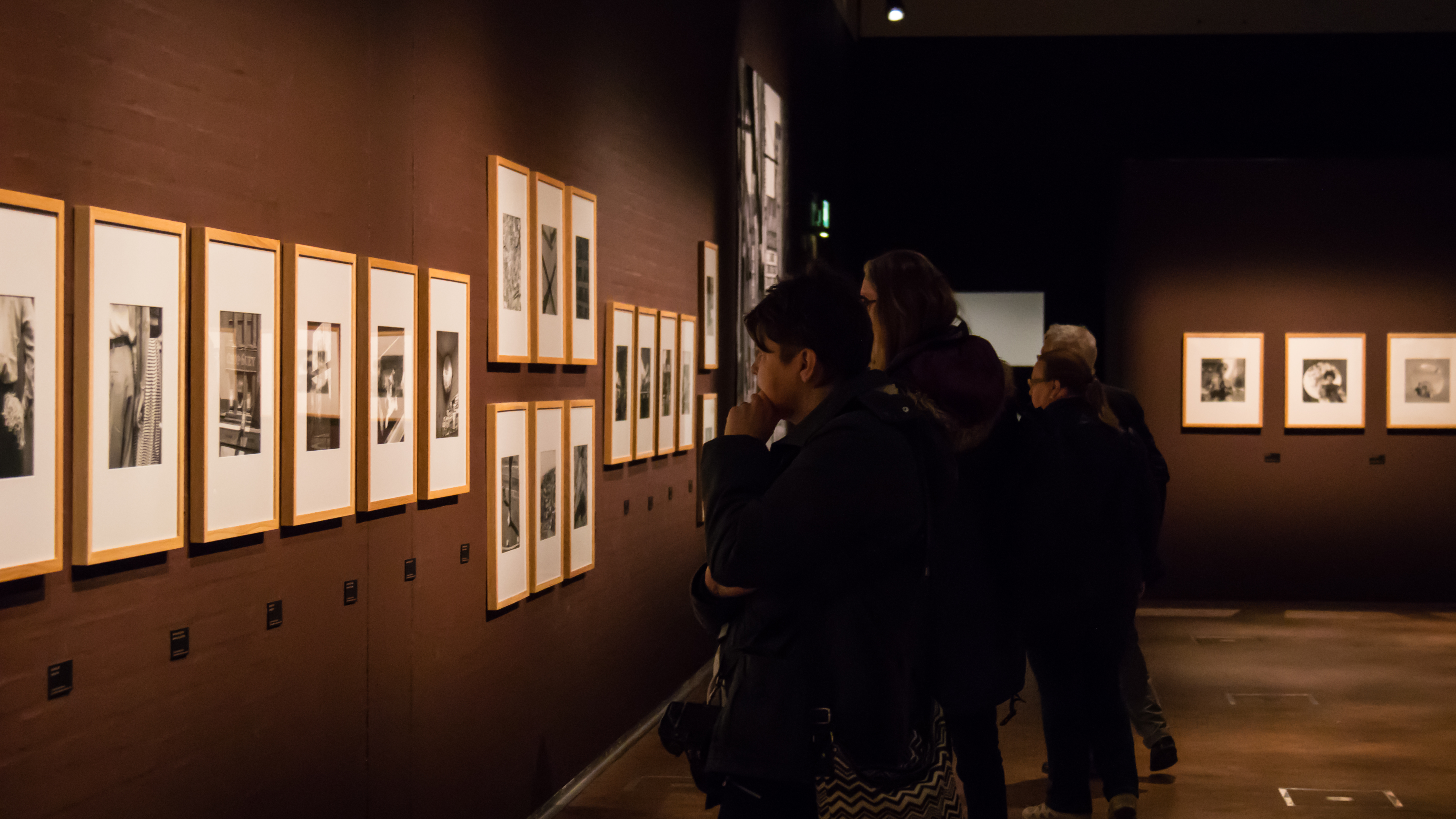
Vivian Maiers utställning i Dunkers kulturhus 2016.

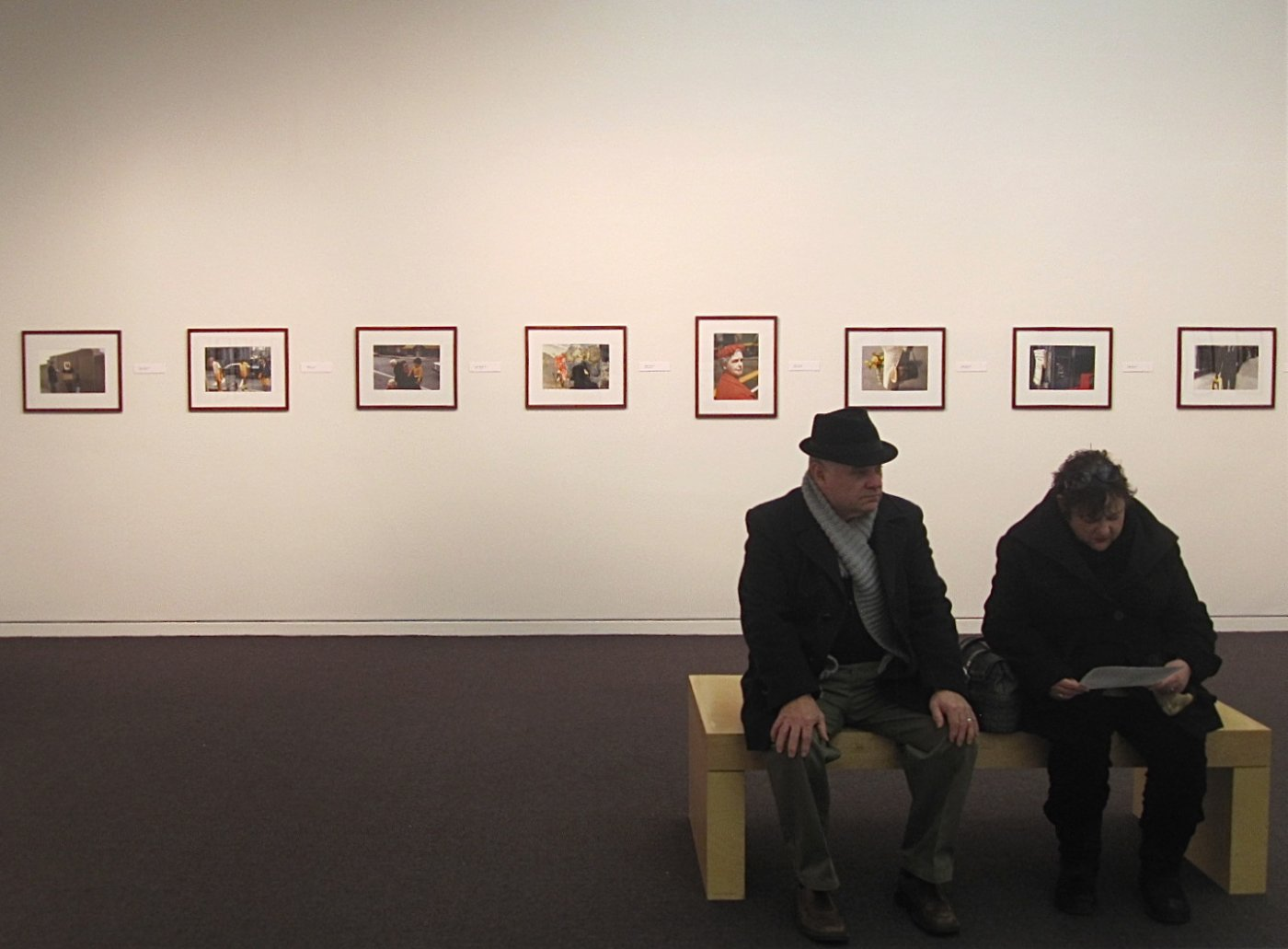
Från utställningen Finding Vivian Maier i Chicago 2011.

Vivian Maier, född 1 februari 1926 i New York, död 21 april 2009 i Chicago i Illinois, var en amerikansk gatufotograf. 
Vivian Maier växte upp i Frankrike. Efter att ha återvänt till födelselandet USA, arbetade hon i omkring 40 år som barnflicka i Chicago. Under dessa år tog hon cirka 100 000 fotografier, mest på människor och stadslandskapet i framför allt Chicago, även om hon reste runt och tog bilder över hela världen.
Maiers fotografier var helt okända under hennes livstid. Hon lät inte publicera dem själv och gjorde  endast ett fåtal papperskopior från sina negativ. Amatörhistorikern och chicagobon John Maloof fann av en händelse en låda med 400 av Vivian Maiers negativ och har efter det spårat och köpt in ytterligare cirka 140 000 av hennes negativ plus mycket av hennes efterlämnade ägodelar. Först 2009, när Maloof lade upp en del av hennes fotografier på Flickr,  kom hennes arbeten att uppmärksammas i större omfattning.
Dokumentären "Vivian Maiers okända bildskatt" gick första gången i SVT den 23 juni 2014.

## Biografi
De flesta detaljer kring Vivian Maiers liv förblir okända. Hon föddes i New York City. Hennes mor var fransyska, Maria Jassaud, och hennes far var österrikare, Charles Maier. Familjen flyttade ofta mellan USA och Frankrike under hennes barndom och de bodde bland annat i Saint-Bonnet-en-Champsaur där hennes mors släkt fanns. År 1930 verkar hennes far ha lämnat familjen tillfälligt. Då angavs Jeanne Bertrand som ansvarig för hushållet. Betrand var en känd fotograf som var vän med Gertrude Vanderbilt Whitney, grundaren av Whitney Museum of American Art.
År 1935 bodde Vivian och hennes mor i Saint-Julien-en-Champsaur för att sedan återvända till New York 1940. Hennes far och brodern Charles stannade under denna tid i New York. Efter återföreningen 1940 försörjde hennes far familjen genom sitt jobb som ingenjör.
År 1951, när Vivan var 25 år, flyttade Maier från Frankrike till New York där hon tog ett enklare jobb för att försörja sig. Hon flyttade sedan vidare till Chicago 1956, där hon huvudsakligen försörjde sig som barnflicka de kommande 40 åren. De första 17 åren i Chicago var hon barnflicka i två olika familjer, familjen Gensburg mellan åren 1956 och 1972, och familjen Raymond mellan 1967 och 1973. Lane Gensburg har senare sagt om Maier att hon var som en levande Mary Poppins och att hon aldrig var nedlåtande mot barnen. Hennes fokus låg helt på att visa dem världen utanför den lilla sovstad utanför Chicago där de bodde. Familjerna där hon arbetade beskrev henne som mycket privat och att hon tillbringade sina lediga dagar med att promenera runt i Chicago och fotografera. Oftast använde hon sig av en Rolleiflex.
Under 1959 och 1960 gav sig Maier iväg på en jordenruntresa på egen hand. Hon reste runt och fotograferade Los Angeles, Manila, Bangkok, Shanghai, Peking, Indien, Syrien, Egypten och Italien. Resan finansierades sannolikt av försäljningen av familjen Maiers egendom i Saint-Julien-en-Champsaur. Under en kortare tid på 70-talet arbetade hon som barnflicka för Phil Donahues barn. Hon förvarade sina tillhörigheter hos sina arbetsgivare, hos en av dem hade hon 200 lådor med fotografiskt material och tidningar. Ibland hade hon även intervjuat och spelat in de personer hon fotograferade. I dokumentären Vivian Maiers okända bildskatt framkom det att Maier brukade presentera sig själv på olika sätt, med olika namn, olika dialekter och olika livsöden. Samtidigt som barnen många gånger kunde uppfatta henne som inspirerande, kunde hon ibland framstå som skrämmande och oförutsägbar.
När Maier på ålderns höst blev fattig försökte bröderna Gensburg hjälpa henne och bistå henne ekonomiskt. När hon höll på att vräkas från en enkel lägenhet i en förort till Chicago, så ordnade de så att hon fick ett bättre boende i en lägenhet på Sheridan Road. I november 2008 halkade Maier på en isig gata och slog i huvudet. Hon fördes till sjukhus men återhämtade sig aldrig från skadan. I januari 2009 flyttades hon till ett vårdhem där hon senare avled den 21 april.